# Xã Browning, Quận Schuyler, Illinois
Xã Browning (tiếng Anh: Browning Township) là một xã thuộc quận Schuyler, tiểu bang Illinois, Hoa Kỳ. Năm 2010, dân số của xã này là 399 người.